# 무선 송수신기
무선 송수신기는 전파를 이용하여 음성 및 영상 데이터를 서로 송수신할 수 있게 해주는 통신기기를 말한다.

## 개요
무선 송수신기 혹은 트랜시버(transceiver)는 송신기와 수신기를 합친 형태이다. 한 개의 안테나를 사용하는 트랜시버는 동시에 전송과 수신을 할 수 없다. 이를 반이중 방식이라고 하며, 반이중 방식의 송수신기는 어떠한 때에는 전송만, 어떠한 때에는 수신만을 한다. 두 개 이상의 안테나를 사용하는 송수신기는 전송과 수신을 동시에 할 수 있으면 이러한 송수신기를 전이중 방식의 송수신기라고 부른다.

## 종류
무선 송수신기 중 무전기는 일반 기업체에서 쓰는 민수용과 군대에 쓰는 군용으로 나눌 수 있다.

## 같이 보기
- 워키토키